# 1984 год
1984 (ты́сяча девятьсо́т во́семьдесят четвёртый) год  по григорианскому календарю — високосный год, начинающийся в воскресенье. Это 1984 год нашей эры, 4‑й год 9‑го десятилетия XX века 2‑го тысячелетия, 5‑й год 1980‑х годов. Он закончился 41 год назад.
| Пн | Вт | Ср | Чт | Пт | Сб | Вс |
|    |    |    |    |    |    | 1  |
| 2  | 3  | 4  | 5  | 6  | 7  | 8  |
| 9  | 10 | 11 | 12 | 13 | 14 | 15 |
| 16 | 17 | 18 | 19 | 20 | 21 | 22 |
| 23 | 24 | 25 | 26 | 27 | 28 | 29 |
| 30 | 31 |    |    |    |    |    |

| Пн | Вт | Ср | Чт | Пт | Сб | Вс |
|    |    | 1  | 2  | 3  | 4  | 5  |
| 6  | 7  | 8  | 9  | 10 | 11 | 12 |
| 13 | 14 | 15 | 16 | 17 | 18 | 19 |
| 20 | 21 | 22 | 23 | 24 | 25 | 26 |
| 27 | 28 | 29 |    |    |    |    |

| Пн | Вт | Ср | Чт | Пт | Сб | Вс |
|    |    |    | 1  | 2  | 3  | 4  |
| 5  | 6  | 7  | 8  | 9  | 10 | 11 |
| 12 | 13 | 14 | 15 | 16 | 17 | 18 |
| 19 | 20 | 21 | 22 | 23 | 24 | 25 |
| 26 | 27 | 28 | 29 | 30 | 31 |    |

| Пн | Вт | Ср | Чт | Пт | Сб | Вс |
|    |    |    |    |    |    | 1  |
| 2  | 3  | 4  | 5  | 6  | 7  | 8  |
| 9  | 10 | 11 | 12 | 13 | 14 | 15 |
| 16 | 17 | 18 | 19 | 20 | 21 | 22 |
| 23 | 24 | 25 | 26 | 27 | 28 | 29 |
| 30 |    |    |    |    |    |    |

| Пн | Вт | Ср | Чт | Пт | Сб | Вс |
|    | 1  | 2  | 3  | 4  | 5  | 6  |
| 7  | 8  | 9  | 10 | 11 | 12 | 13 |
| 14 | 15 | 16 | 17 | 18 | 19 | 20 |
| 21 | 22 | 23 | 24 | 25 | 26 | 27 |
| 28 | 29 | 30 | 31 |    |    |    |

| Пн | Вт | Ср | Чт | Пт | Сб | Вс |
|    |    |    |    | 1  | 2  | 3  |
| 4  | 5  | 6  | 7  | 8  | 9  | 10 |
| 11 | 12 | 13 | 14 | 15 | 16 | 17 |
| 18 | 19 | 20 | 21 | 22 | 23 | 24 |
| 25 | 26 | 27 | 28 | 29 | 30 |    |

| Пн | Вт | Ср | Чт | Пт | Сб | Вс |
|    |    |    |    |    |    | 1  |
| 2  | 3  | 4  | 5  | 6  | 7  | 8  |
| 9  | 10 | 11 | 12 | 13 | 14 | 15 |
| 16 | 17 | 18 | 19 | 20 | 21 | 22 |
| 23 | 24 | 25 | 26 | 27 | 28 | 29 |
| 30 | 31 |    |    |    |    |    |

| Пн | Вт | Ср | Чт | Пт | Сб | Вс |
|    |    | 1  | 2  | 3  | 4  | 5  |
| 6  | 7  | 8  | 9  | 10 | 11 | 12 |
| 13 | 14 | 15 | 16 | 17 | 18 | 19 |
| 20 | 21 | 22 | 23 | 24 | 25 | 26 |
| 27 | 28 | 29 | 30 | 31 |    |    |

| Пн | Вт | Ср | Чт | Пт | Сб | Вс |
|    |    |    |    |    | 1  | 2  |
| 3  | 4  | 5  | 6  | 7  | 8  | 9  |
| 10 | 11 | 12 | 13 | 14 | 15 | 16 |
| 17 | 18 | 19 | 20 | 21 | 22 | 23 |
| 24 | 25 | 26 | 27 | 28 | 29 | 30 |

| Пн | Вт | Ср | Чт | Пт | Сб | Вс |
| 1  | 2  | 3  | 4  | 5  | 6  | 7  |
| 8  | 9  | 10 | 11 | 12 | 13 | 14 |
| 15 | 16 | 17 | 18 | 19 | 20 | 21 |
| 22 | 23 | 24 | 25 | 26 | 27 | 28 |
| 29 | 30 | 31 |    |    |    |    |

| Пн | Вт | Ср | Чт | Пт | Сб | Вс |
|    |    |    | 1  | 2  | 3  | 4  |
| 5  | 6  | 7  | 8  | 9  | 10 | 11 |
| 12 | 13 | 14 | 15 | 16 | 17 | 18 |
| 19 | 20 | 21 | 22 | 23 | 24 | 25 |
| 26 | 27 | 28 | 29 | 30 |    |    |

| Пн | Вт | Ср | Чт | Пт | Сб | Вс |
|    |    |    |    |    | 1  | 2  |
| 3  | 4  | 5  | 6  | 7  | 8  | 9  |
| 10 | 11 | 12 | 13 | 14 | 15 | 16 |
| 17 | 18 | 19 | 20 | 21 | 22 | 23 |
| 24 | 25 | 26 | 27 | 28 | 29 | 30 |
| 31 |    |    |    |    |    |    |

## События

### Январь
- 1 января
  - Получение независимости Брунеем.
  - В СССР начат широкомасштабный экономический эксперимент. Предприятия трёх республиканских и двух союзных министерств были переведены в порядке эксперимента на хозрасчётные отношения, должны были самостоятельно формировать планы, фонды развития производства и заработной платы.
- 7 января — Бруней вступил в АСЕАН.
- 10 января
  - На парламентских выборах в Дании победила Социал-демократическая партия, получившая 31,6 % голосов и 56 мест в фолькетинге. Однако у власти осталась коалиция меньшинства во главе с премьер-министром П. Шлютером, главой Консервативной народной партии, получившей 23,45 % и 42 места.
  - Премьер-министром Иордании назначен Ахмад аль-Убайдат.
  - США и Ватикан установили полноценные дипломатические отношения.
  - Катастрофа Ту-134 под Софией, погибли 50 человек.
- 12 января — на безальтернативных президентских выборах в Алжире президент Шадли Бенджедид переизбран на новый 5-летний срок.
- 14 января — на безальтернативных президентских выборах в Камеруне переизбран президент Поль Бийя.
- 17 января — в Стокгольме открылась Конференция по мерам укрепления доверия, безопасности и разоружению в Европе с участием 33 европейских государств, США и Канады.
- 18 января — взрыв на угольной шахте в Омута (остров Кюсю, Япония). Погибло 83 человека.
- 19 января
  - Организация Исламская конференция проголосовала за восстановление членства Египта (был исключён после заключения в Кэмп-Дэвиде соглашений с Израилем и США).
  - США частично отменили экономические санкции против Польши, объявленные после введения военного положения в ПНР.
- 23 января — в Ватикане подписан Договор о мире и дружбе между Аргентиной и Чили, завершивший пограничный спор между этими странами вокруг территорий на Огненной Земле.
- 24 января — в продажу поступил первый Apple Macintosh.
- 27 января — на сессии Верховного народного собрания КНДР председателем Административного Совета КНДР (главой правительства) избран Кан Сон Сан. Занимавший ранее этот пост Ли Чжон Ок избран вице-президентом КНДР.
- 28 января — Катастрофа Ан-24 в Ижевске, погибли 4 человека.

### Февраль
- 3 февраля
  - 10-й старт (STS-41B) по программе Спейс Шаттл. 4-й полёт шаттла Челленджер. Экипаж — Вэнс Бранд, Роберт Гибсон, Брюс Маккэндлесс, Роналд Макнейр, Роберт Стюарт. Первые испытания летающего кресла. Приземление 11 февраля.
  - Новым премьер-министром Суринама назначен Вим Уденхаут.
- 6 февраля — в Ливане президент Амин Жмайель вводит комендантский час в связи с тем, что в Западный Бейрут были введены вооружённые формирования друзов и мусульман-шиитов.
- 7 февраля — президент США Рональд Рейган отдал распоряжение американским морским пехотинцам покинуть Бейрут (26 февраля город покидают последние военнослужащие США). 8 февраля был выведен британский контингент, 20 февраля — британский, 30 марта — французский.
- 8 февраля
  - Старт космического корабля Союз Т-10 (приземление 11 апреля). Экипаж старта — Л. Д. Кизим, В. А. Соловьёв и О. Ю. Атьков, приземление — 2 октября.
  - Открытие XIV Зимних Олимпийских игр в Сараево, Югославия (до 19 февраля).
- 9 февраля — скончался генеральный секретарь ЦК КПСС Ю. В. Андропов.
- 11 февраля — иракская авиация начинает бомбардировки мирных объектов на территории Ирана.
- 12 февраля — прошли безальтернативные парламентские выборы на Гаити. Все 59 мест в парламенте получила правящая дювальистская Партия национального единства.
- 13 февраля
  - Пленум ЦК КПСС избрал новым Генеральным секретарём ЦК КПСС К. У. Черненко.
  - Новым президентом Панамы после отставки Рикардо де ла Эсприэлья стал вице-президент Хорхе Ильюэка.
- 16 февраля — между ЮАР и Анголой подписана договорённость о разъединении войск.
- 27 февраля — Ирак объявляет о блокаде главного иранского нефтяного терминала на острове Харк и угрожает обстрелом нефтеналивных танкеров, которые стоят там под погрузкой.
- 29 февраля — премьер-министр Канады Пьер Трюдо объявил о своей предстоящей отставке.

### Март
- 1 марта
  - Установлена 200-мильная экономическая зона СССР (согласно Указу Президиума Верховного Совета СССР от 28 февраля 1984 года).
  - Совместная анголо-южноафриканская наблюдательная комиссия приступает к контролю над выводом южноафриканских вооружённых формирований из Южной Анголы.
- 4 марта — прошли выборы в Верховный Совет СССР.
- 5 марта
  - Иран обвиняет Ирак в использовании химического оружия; 30 марта ООН осудило его использование.
  - Премьер-министр Индии Индира Ганди утвердила план операции «Голубая Звезда» по очистке от вооружённых сепаратистов храма Харимандир Сахиб, главной святыни сикхов.
- 6 марта — началась забастовка британских шахтёров, продолжавшаяся год.
- 7 марта — польские студенты устраивают сидячую забастовку в колледже Станислава Сташека в Миетне, требуя вновь установить распятия в аудиториях.
- 12 марта — в Женеве начинает работу конференция по урегулированию положения в Ливане (до 20 марта).
- 14 марта — председатель партии Шинн Фейн Джерри Адамс и 3 других политика были серьёзно ранены во время вооружённого нападения, организованного лоялистской группировкой.
- 16 марта — резидент ЦРУ в Бейруте Уильям Фрэнсис Бакли похищен группировкой «Исламский Джихад» и позже умер в плену.
  - 16 марта — президент Мозамбика Самора Машел и премьер-министр ЮАР Питер Бота подписали «Соглашение Нкомати» о ненападении и добрососедстве сроком на 10 лет.
- 21 марта
  - В Японском море столкнулись советская атомная подводная лодка «К-314» и американский авианосец «Китти Хок».
  - На безальтернативных выборах на Тайване победил Цзян Цзинго.
- 27 марта — в Вест-энде состоялась премьера нового рок-мюзикла Эндрю Ллойда Уэббера «Звёздный Экспресс».
- 31 марта — прошли однопартийные парламентские выборы в Гвинее-Бисау, правящая партия ПАИГК получила все места в Национальном народном собрании.

### Апрель
- 3 апреля
  - Запуск советского космического корабля «Союз Т-11» (приземление 2 октября 1984). Экипаж старта — Ю. В. Малышев, Г. М. Стрекалов и первый индийский космонавт Ракеш Шарма (приземление 11 апреля 1984).
  - Индийский штат Пенджаб объявлен «зоной возможных беспорядков» (5 апреля правительство разрешает проведение на его территории арестов без судебного постановления).
  - В результате бескровного военного переворота в Гвинее главой страны стал полковник Лансана Конте.
- 4 апреля — президент США Рональд Рейган призвал к международному запрещению химического оружия.
- 6 апреля — 11-й старт (STS-41C) по программе Спейс Шаттл. 5-й полёт шаттла Челленджер. Экипаж — Роберт Криппен, Фрэнсис Скоби, Терри Харт, Джеймс ван Хофтен, Джордж Нельсон (приземление 13 апреля 1984).
- 9 апреля — 56-я церемония вручения кинопремии Оскар, лучшим фильмом признан «Язык нежности».
- 11 апреля — На первой сессии Верховного Совета СССР одиннадцатого созыва Председателем Президиума Верховного Совета СССР избран К. У. Черненко, Совет Министров СССР вновь возглавил Н. А. Тихонов.
- 12 апреля — палестинские террористы захватили израильский автобус с заложниками. Израильский спецназ взял автобус штурмом и освободил заложников (погиб 1 заложник и 2 террориста). Позже выяснилось, что оба террориста были убиты уже после обезоруживания, что привело к скандалу.
- 13 апреля — Индия начала операцию Мегхдут, в результате которой большая часть ледника Сячен в Кашмире перешла под индийский контроль.
- 15 апреля и 17 мая — в условиях однопартийности прошли выборы в Исламский консультативный совет (парламент) Ирана. 130 из 270 мест получила Исламская республиканская партия.
- 17 апреля — В Лондоне во время антиливийской демонстрации внезапным обстрелом из окна посольства Ливии смертельно ранена констебль Ивонн Флетчер[1]. (22 апреля Великобритания разрывает дипломатические отношения с Ливией)
- 20 апреля
  - В ФРГ проходят демонстрации протеста против размещения в Западной Европе американских ракет.
  - Над Охотским морем потерпел катастрофу советский бомбардировщик Ту-142, погибли все 8 членов экипажа.
- 26 апреля — новым Верховным правителем Малайзии стал Махмуд Искандар, султан Джохора.
- 29 апреля — в Судане введено чрезвычайное положение[2].
- 30 апреля
  - Афганская война: в ходе крупной войсковой операции в Панджшерском ущелье попал в засаду и понёс тяжелейшие потери 1-й батальон 682-го мотострелкового полка ВС СССР.
  - Новым премьер-министром Ливана стал Рашид Караме (в 8-й раз).

### Май
- 5 мая — на конкурсе «Евровидения» в Люксембурге победила шведская поп-группа Herreys с песней Diggi-Loo, Diggi-Ley.
- 6 мая
  - Во 2-м туре президентских выборов в Эквадоре президентом страны избран правоцентрист Леон Фебрес-Кордеро (51,5 % голосов).
  - Во 2-м туре президентских выборов в Сальвадоре президентом страны избран правоцентрист Хосе Наполеон Дуарте (53,6 % голосов).
  - На президентских выборах в Панаме победил левоцентрист Николас Ардито Барлетта (47 % голосов).
- 8 мая — Советский Союз объявил о своём бойкоте летней Олимпиады 1984 года в Лос-Анджелесе, США.
- 10 мая — Международный суд в Гааге выносит решение о том, что США должны прекратить блокаду морских портов Никарагуа.
- 11 мая — противостояние Земли и Марса.
- 12 мая — открылась Всемирная выставка в Новом Орлеане, США.
- 14 мая — на парламентских выборах на Филиппинах правящее Движение нового общества получило 46 % голосов и 110 из 183 выборных мест в парламенте.
- 15 мая — председателем Президиума СФРЮ на очередной годичный срок избран Веселин Джуранович.
- 22 мая — «Делийская шестёрка» в совместной декларации, подписанной главами Аргентины (Рауль Альфонсин), Греции (Константинос Караманлис), Индии (Заил Сингх), Мексики (Мигель де ла Мадрид), Танзании (Джулиус Ньерере) и Швеции (Улоф Пальме) обратилась к ядерным державам с призывом к отказу от испытаний ядерного оружия, снижению уровня его производства и сокращению накопленных арсеналов, к предотвращению термоядерной войны и гонки вооружений в космосе.
- 23 мая — президентом ФРГ избран Рихард фон Вайцзеккер.
- 24 мая
  - Палата представителей Конгресса США проголосовала за продолжение военной помощи Сальвадору, но за прекращение аналогичной помощи никарагуанским «контрас».
  - Ирано-иракская война: иранские военные самолёты совершают налёт на нефтеналивные танкеры у побережья Саудовской Аравии (27 мая для отражения атак иранской авиации США направляют в Саудовскую Аравию ПЗРК «Стингер»).
- 25 мая — Катастрофа Ту-134 в Донецке, погибли 7 человек.
- 27 мая — на парламентских выборах в Египте правящая Национально-демократическая партия получила 73 % голосов и 390 из 458 мест в Палата представителей.

### Июнь
- 3 июня — торнадо разрушил город Барневельд (Висконсин, США). Погибло 9 человек, ранено около 200.
- 5 июня — индийское правительство начало войсковую операцию «Голубая звезда», в ходе которой был штурмом взят Золотой Храм в Амритсаре, святыня сикхов, погибло около 500 человек (11 июня в знак протеста против штурма начинается мятеж сикхских солдат на восьми военных базах).
- 6 июня — советский программист Алексей Пажитнов представил компьютерную игру «Тетрис».
- 9 июня — несколько смерчей силой до F4 по шкале Фудзиты (предпоследняя по силе) или до 5-й категории по шкале Саффира-Симпсона (максимальная) пронеслись по Московской, Калининской, Ярославской, Костромской и Ивановской областям РСФСР. Имелись многочисленные жертвы.
- 10 июня — прошли однопартийные парламентских выборах в Бенине, правящая Партия народной революции получила все места в Национальном революционном собрании.
- 15 июня — Указ Президиума Верховного Совета СССР «Об объявлении 1 сентября всенародным праздником — Днём знаний».
- 17 июня
  - На парламентских выборах в Люксембурге победила правящая Христианско-социальная народная партия (36,7 % голосов, 25 из 64 мест в Палате депутатов), образовавшая правительственную коалицию.
  - На безальтернативных президентских выборах на Сейшельских Островах переизбран президент Франс-Альбер Рене.
- 22 июня — первый полёт осуществила британская авиакомпания Virgin Atlantic Airways.
- 24 июня — В финале Кубка СССР по футболу московское «Динамо» одержало победу над ленинградским «Зенитом» в дополнительное время со счётом 2:0.
- 26 июня — председателем Президиума ЦК Союза Коммунистов Югославии избран Али Шукрия.
- 27 июня — в финале чемпионата Европы по футболу 1984 Франция победила Испанию со счётом 2:0.
- 29 июня — открыт Минский метрополитен.
- 30 июня — новым премьер-министром Канады стал Джон Тёрнер.

### Июль
- 1 июля — в Гватемале прошли выборы в Национальную конституционную ассамблею, призванную разработать новую конституцию страны.
- 5 июля — бывший министр транспорта Нигерии Умару Дикко, бежавший из страны после военного переворота, найден без сознания в дипломатической почте в лондонском аэропорту Стэнстед (по обвинению в попытке его похищения 12 июля из Великобритании высланы два нигерийских дипломата).
- 9 июля — молния подожгла Йоркский собор.
- 14 июля — на парламентских выборах в Новой Зеландии правившая Национальная партия премьер-министра Роберта Малдуна потерпела поражение от оппозиционных лейбористов (35,9 % и 37 мест в палате представителей против 43 % и 56 мест из 95).
- 16 июля — новым премьер-министром Египта назначен Камаль Хасан Али.
- 17 июля — старт космического корабля «Союз Т-12» (приземление 29 июля 1984). Экипаж старта и посадки — В. А. Джанибеков, С. Е. Савицкая и И. П. Волк.
- 20 июля — новым премьер-министром Люксембурга стал Жак Сантер.
- 23 июля — на парламентских выборах в Израиле победила партия Маарах (35 % голосов, 44 из 120 мест в кнессете), партия Ликуд (32 %, 31 место) премьер-министра Ицхака Шамира вошла в новую правящую коалицию с Маарах.
- 24 июля — премьер-министром Новой Зеландии стал Дэвид Лонги.
- 25 июля
  - Светлана Савицкая совершила первый в истории выход женщины-космонавта в открытый космос с борта орбитальной космической станции «Салют-7».
  - В Сент-Винсенте и Гренадинах прошли парламентские выборы. Правящая лейбористская партия первого премьер-министра страны Милтона Като потерпела поражение (41 % голосов, 4 из 13 мест в парламенте). К власти пришла правоцентристская Новая Демократическая партия (51 % голосов, 9 мест), её лидер Джеймс Митчелл 30 июля стал премьер-министром.
- 28 июля — открылись XXIII Летние Олимпийские игры в Лос-Анджелесе, Калифорния, США (до 12 августа).
- 29 июля — на безальтернативных президентских выборах в Заире переизбран президент Мобуту Сесе Секо.

### Август
- 4 августа
  - Республика Верхняя Вольта изменила название на Буркина-Фасо.
  - Жестокие столкновения между представителями тамильской и сингальской общин в Шри-Ланке.
  - Катастрофа Ан-12 под Навабшахом, погибли 24 человека.
- 11 августа — во время проверки микрофона перед радиообращением президент США Рональд Рейган в шутку произнёс: «Дорогие американцы, я рад сообщить вам сегодня, что подписал указ об объявлении России вне закона на вечные времена. Бомбардировка начнётся через пять минут.».
- 15 августа — начало партизанской войны курдов в юго-восточных провинциях Турции.
- 21 августа — в Маниле около 500 тысяч человек вышли на демонстрацию протеста против режима Фердинада Маркоса.
- 23 августа — внеочередной пленум ЦК МНРП освободил от должности Генерального секретаря ЦК Ю. Цедебала и назначил на этот пост Ж. Батмунха.
- 30 августа — 12-й полёт (STS-41D) по программе Спейс Шаттл. 1-й старт шаттла Дискавери. Экипаж — Хенри Хартсфилд, Майкл Коутс, Ричард Маллэйн, Стивен Хоули, Джудит Резник (вторая американская женщина-астронавт), Чарлз Уокер. Приземление — 4 сентября.
- 31 августа — на безальтернативных президентских выборах в Бурунди переизбран президент Жан-Батист Багаза.

### Сентябрь
- 3 сентября — в результате волнений в африканских пригородах Йоханнесбурга погибли 14 человек.
- 4 сентября — Прогрессивно-консервативная партия победила на парламентских выборах в Канаде, получив 50 % голосов и 211 из 282 мест в Палате общин, 13 сентября её лидер Брайан Малруни стал премьер-министром, сформировав правительство самого подавляющего большинства в истории Канады.
- 5 сентября — Питер Бота избран президентом ЮАР.
- 8 сентября — в Ботсване правящая Демократическая партия победила на парламентских выборах, получив 68 % голосов и 29 из 38 мест в Национальном собрании.
- 13 сентября
  - Премьер-министром Израиля стал Шимон Перес.
  - В Судане произведён переход с григорианского на лунный календарь, введён исламский налог закят[2].
- 14 сентября — на парламентских выборах в Марокко победила партия Конституционный союз (24,8 % голосов и 83 из 306 мест в Палате представителей, 2-е место заняло Национальное объединение независимых (17,2 % и 61 место).
- 16 сентября — Франция заключила с Ливией соглашение об одновременном выводе вооружённых сил обоих государств с территории Чада к середине ноября текущего года (вывод начался 25 сентября и завершился 10 ноября).
- 17 сентября — на телеэкраны вышел первый аниме-сериал о Трансформерах.
- 18 сентября — в Нью-Йорке открылась XXXIX сессия Генеральной Ассамблеи ООН.
- 20 сентября — организация «Хезболла» взорвала автомобиль, начинённый взрывчаткой, возле посольства США в Бейруте, погибло 22 человека.
- 21 сентября — Бруней стал 159-м членом ООН.
- 23 сентября — в условиях однопартийности в Республике Конго прошли парламентские выборы. Все 153 места в Национальном собрании получила правящая Конголезская партия труда.
- 26 сентября — КНР и Великобритания подписали соглашение о передаче Гонконга Китаю в 1997 году.
- 29 сентября — в Судане отменено чрезвычайное положение[2].
- 30 сентября — на безальтернативных президентских выборах на Коморах переизбран президент Ахмед Абдалла.

### Октябрь
- 2 октября — основан Музей-заповедник «Родина В. И. Ленина».
- 5 октября — 13-й старт (STS-41G) по программе Спейс Шаттл. 6-й полёт шаттла Челленджер. Экипаж — Роберт Криппен, Джон МакБрайд, Кэтрин Салливан, Салли Райд, Дэвид Листма, Пол Скали-Пауэр, Марк Гарно (Канада).
- 11 октября
  - Авиакатастрофа в аэропорту Омска: самолёт Ту-154 при посадке столкнулся с двумя машинами аэродромных служб. Погибли 178 человек.
  - В открытый космос вышла первая женщина-астронавт США — Кэтрин Салливэн (полёт STS-41G на космическом корабле «Челленджер»).
  - В Великобритании в результате взрыва бомбы, подложенной в гранд-отель города Брайтон боевиками из «Временной ИРА» армии во время конференции консервативной партии, погибли четыре человека и 32 получили ранения. Премьер-министр страны Маргарет Тэтчер чудом осталась жива.
- 19 октября — сотрудниками госбезопасности ПНР похищен и убит Ежи Попелюшко, католический капеллан профсоюза «Солидарность».
- 20 октября
  - В условиях однопартийности в Ираке прошли парламентские выборы. 183 места из 250 в Национальном Совете получила правящая партия Баас.
  - ЦК Коммунистической партии Китая одобрила программу экономических реформ, которые предоставляли руководителям промышленных предприятий больше самостоятельности.
- 25 октября — в Турции в последний раз осуществлена смертная казнь.
- 26 октября — в США в прокат вышел фильм Терминатор.
- 27 октября — в СССР открыто сквозное движение по Байкало-Амурской магистрали.
- 31 октября — премьер-министр Индии Индира Ганди убита своими охранниками-сикхами. В результате начавшихся волнений в Дели убито около 2700 сикхов. Новым премьер-министром избран Раджив Ганди.

### Ноябрь
- 2 ноября — Ангола соглашается уменьшить число кубинских военнослужащих в стране в том случае, если ЮАР откажется от управления Намибией.
- 4 ноября
  - В США основана корпорация Dell Computers (под названием PC’s Limited).
  - На всеобщих выборах в Никарагуа победу одержал Сандинистский фронт национального освобождения, получивший 67 % голосов и 61 из 96 мест в Национальной ассамблее. Набрав 67 % голосов избирателей, президентом страны становится Даниэль Ортега.
  - Британские королевские ВВС начинают доставку продовольствия в эфиопскую провинцию Тигре, население которой страдало от голода.
- 7 ноября — на президентских выборах в США победил действующий президент Рональд Рейган, набравший 59 % голосов.
- 8 ноября — 14-й старт (STS-51A) по программе Спейс Шаттл, 2-й полёт шаттла Дискавери. Экипаж — Фредерик Хаук, Дэвид Уолкер, Джозеф Аллен, Анна Фишер, Дейл Гарднер. Возврат двух спутников с орбиты на Землю, посадка 16 ноября.
- 17 ноября — Катастрофа Ми-8 в Сёяхе (Ямало-Ненецкий автономный округ), погибли 15 человек.
- 19 ноября — в результате взрывов и пожара на нефтехранилище PEMEX в Мехико погибло около 500 человек.
- 25 ноября
  - На первых с 1973 года всеобщих выборах в Уругвае президентом избран Хулио Мария Сангинетти (41,2 % голосов), выдвинувшая его партия партия «Колорадо» получила 41 % голосов и 41 из 99 мест в Палате депутатов, Национальная партия — 35 % и 35 мест, Широкий фронт — 21 % и 21 место.
  - 35 самых популярных британских и ирландских музыкантов собрались в студии Ноттинг Хилл чтобы записать песню «Do They Know It’s Christmas», все средства от продажи которой были направлены в помощь голодающим в Эфиопии (выпущена 29 ноября).
- 26 ноября — США восстанавливают дипломатические отношения с Ираком в полном объёме (были прерваны в 1967 году).
- 29 ноября — подписано соглашение между Аргентиной и Чили о границе в районе пролива Бигл.
- 30 ноября — сепаратисты из организации «Тигры освобождения Тамил-Илама» начали убийства сингальского населения на севере и востоке Шри-Ланки, погибло 127 человек.

### Декабрь
- 1 декабря
  - На парламентских выборах в Австралии победила правящая Лейбористская партия премьер-министра Роберта Хоука (47,55 % голосов, 82 из 148 мест в Палата представителей).
  - В США в ходе программы Демонстрации Управляемого Столкновения (Controlled Impact Demonstration) НАСА разбился дистанционно управляемый самолёт Боинг 720.
- 3 декабря
  - Бхопальская катастрофа: в результате утечки метилизоцианата (MIC) на заводе компании Union Carbide в Бхопале, Индия, более 3000 человек погибло сразу и от 15 до 22 тыс. погибло позже в результате последствий аварии. Одна из самых тяжёлых техногенных катастроф в истории.
  - Приватизирована британская телекоммуникационная компания British Telecom.
  - На оккупированной войсками США и нескольких карибских государств Гренаде, прошли выборы в парламент. Победила правоконсервативная Новая национальная партия, получившая 58,6 % голосов и 14 из 15 мест в парламенте. 4 декабря премьер-министром стал её лидер Герберт Блейз.
- 4 декабря
  - Боевики «Хезболлы» захватили кувейтский пассажирский самолёт и убили 4 пассажиров.
  - Катастрофа Let L-410 под Костромой, погибли 10 человек.
- 5 декабря — президентом Швейцарии на 1985 год избран Курт Фурглер.
- 7 декабря — на первой странице органа КПК газеты «Жэньминь Жибао» помещена статья, в которой признаётся, что марксистская теория не даёт решения экономических проблем страны (10 декабря опубликовано опровержение, в котором подчёркивалась непреходящая ценность марксистских принципов).
- 12 декабря
  - Внеочередная сессия Великого народного хурала избрала Генерального секретаря WR МНРП Жамбына Батмунха Председателем Президиума Великого народного хурала. Председателем Совета министров МНР назначен Думаагийн Содном.
  - Бескровный военный переворот в Мавритании. Главой страны стал Маауйя ульд Тайя.
- 14 декабря — на парламентских выборах в Белизе победила оппозиционная правоцентристская Объединённая демократическая партия, получившая 54 % голосов и 21 из 28 мест в парламенте.
- 15-21 декабря — член Политбюро и секретарь ЦК КПСС Михаил Горбачёв посещает Великобританию, где заявляет о желании СССР вести переговоры о существенном сокращении ядерных вооружений. Маргарет Тэтчер говорит впоследствии: «Мне нравится Горбачёв. Мы сможем иметь с ним дело».
- 17 декабря — премьер-министром Белиза стал Мануэль Эскивель.
- 19 декабря — КНР и Великобритания подписали китайско-британскую декларацию о будущем Гонконга (возобновление суверенитета КНР над территорией с 1 июля 1997 года и последующем не-изменении существующего там социально-экономического строя в течение последующих 50 лет).
- 22 декабря
  - В отставку ушёл многолетний премьер-министр Мальты Доминик Минтофф, новым премьер-министром стал Кармело Мифсуд Бонничи.
  - На парламентских выборах в Сингапуре победила правящая партия «Народное действие» премьер-министра Ли Куан Ю, получившая 65 % голосов и 77 из 79 мест в парламенте.
- 23 декабря — Катастрофа Ту-154 у Красноярска, 110 погибших.
- 24 декабря — в любительской компьютерной сети Фидо осуществлена пересылка первого межконтинентального сообщения из Джакарты (Индонезия) в Сент-Луис (США).
- 24, 27—28 декабря — парламентские выборы в Индии. Победила правящая партия Индийский национальный конгресс премьер- министра Раджива Ганди, получившая 47 % голосов и 414 из 543 мест в Лок сабхе.
- 28 декабря — советская крылатая ракета упала в озеро Инариярви в финской губернии Лаппи. Финские власти обнародовали этот факт 3 января 1985.
- 31 декабря
  - Премьер-министром Индии стал Раджив Ганди.
  - Прошли однопартийные парламентские выборы в Сомали, правящая Сомалийская революционная социалистическая партия получила все места в Народной Палате.
- В декабре в Каире подписано мирное соглашение между Кенией и Сомали. Согласно ему Сомали отказалось от своих территориальных претензий.

### Без точных дат
- В феврале—марте создана компьютерная сеть Фидонет.
- По поручению Генерального секретаря ЦК КПСС К. У. Черненко в СССР проводилась работа по разработке комплексной программы экономических реформ.
- Голод в Эфиопии унёс около миллиона жизней.
- Крэк — курительная форма кокаина, впервые появился в Лос-Анджелесе и вскоре распространился по всем США.
- На Рижском вагоностроительном заводе прекращён выпуск самой массовой серии советских и российских электропоездов — ЭР2. Всего с 1962 года было выпущено 850 составов. Последний электропоезд этой серии (ЭР2-1348) был выпущен в сентябре 1984 года.
- Начато производство первого крупносерийного переднеприводного автомобиля в СССР — ВАЗ-2108.
- Начато производство первого советского кассетного видеомагнитофона стандарта VHS Электроника ВМ-12.
- Создана группа Modern Talking, начало эпохи евродиско.
- В Греции (Крит) прошла третья пленарная сессия Смешанной международной комиссии по богословскому диалогу «Вера, причастие и единство церкви».
- Основана компания Vodafone.
- В августе прекратила существование Amiga Corporation.
- В Собор месточтимых Владимиро-Суздальских святых, как преподобной, включена великая московская княгиня (04.09.1505-29.11.1525) Сабурова Соломония Юрьевна (? — 16.12.1541 Суздаль)[3].

## 1984 год в спорте
См. также: Категория:1984 год в спорте

### Футбол
См. также: 1984 год в футболе
- Чемпионом СССР по футболу стал «Зенит»
- Чемпионом Англии по футболу стал «Ливерпуль»
- Чемпионами Аргентины по футболу стали «Феррокариль Оэсте» (Насьональ) и «Архентинос Хуниорс» (Метрополитано)
- Чемпионом Бразилии по футболу стал «Флуминенсе»
- Чемпионом ФРГ по футболу стал «Штутгарт»
- Чемпионом Италии по футболу стал «Ювентус»
- Чемпионом Испании по футболу стал «Атлетик» Бильбао
- Чемпионом Уругвая по футболу стал «Сентраль Эспаньол»
- Чемпионом Франции по футболу стал «Бордо»
- Кубок европейских чемпионов выиграл английский  «Ливерпуль»
- Кубок обладателей кубков УЕФА выиграл итальянский  «Ювентус»
- Кубок УЕФА выиграл английский  Тоттенхэм Хотспур
- Кубок Либертадорес и Межконтинентальный кубок выиграл аргентинский  «Индепендьенте»
- Чемпионом Европы стала сборная  Франции
- Олимпийским чемпионом стала сборная  Франции

## Персоны года
Человек года по версии журнала «Time» — Питер Юберрот, американский спортивный деятель.

## Родились
См. также: Категория:Родившиеся в 1984 году

## Скончались
См. также: Категория:Умершие в 1984 году

## Нобелевские премии
- Физика — Карло Руббиа, Симон ван дер Мер — «За решающий вклад в большой проект, осуществление которого привело к открытию квантов поля W и Z — переносчиков слабого взаимодействия».
- Химия — Роберт Брюс Меррифилд — «За предложенную методологию химического синтеза на твёрдых матрицах».
- Медицина и физиология —Нильс Ерне, Жорж Кёлер, Сесар Мильштейн — «За открытие и разработку принципов выработки моноклональных антител с помощью гибридов».
- Экономика — Ричард Стоун — «За существенный вклад в развитие экономической науки».
- Литература — Ярослав Сейферт — «За поэзию, которая отличается свежестью, чувственностью и богатым воображением и свидетельствует о независимости духа и разносторонности человека».
- Премия мира — архиепископ Десмонд Туту, южноафриканский борец против апартеида.